# Märchenland
 (mars 2017).
Märchenland, Centre culturel allemand du Conte, est une association allemande à but non lucratif basée à Berlin qui œuvre pour la transmission de la culture du conte.
Créée en 2004 par Silke Fischer et Monika Panse, l'association organise des évènements dont des personnalités issues de la politique, de la culture, de entrepreneuriat et des médias s'engagent dans différents projets annuels, nationaux et européens, pour un public le plus souvent composé de classes scolaires.

## Projets
Dans le cadre du temps scolaire et extra-scolaire, Märchenland en coopération avec le Senatskanzlei et la Fondation Brandenburger Tor invitent des élèves à participer à des heures de contes de conteurs professionnels, bien installés dans des coussins de la Wappensaal à la Rotes Rathaus et à la Max-Liebermann-Haus.

## Déclinaisons
- Les politiciens racontent des histoires : Depuis 2008, des politiciens offrent une heure de leur temps pour lire un conte venu du monde entier et par les contes, discuter avec les enfants de sujets actuels.
- Die Frohe Botschaft : Depuis 2009, les ambassades de Berlin ouvrent leurs portes à des classes scolaires dans le cadre des Berliner Märchentage[4]. Lors de ces manifestations, les ambassadeurs et/ou des artistes du pays représentés lisent des histoires traditionnelles et font découvrir aux enfants berlinois une culture étrangère[5] ou régionales[6].
- Voyage fabuleux avec des célébrités : Des célébrités du 7e art, de la télévision ou de la culture en général lisent des contes et répondent aux questions des enfants[7].
- La contesultation : Des médecins et des personnalités issues de la santé lisent des contes sur la guérison.
- La loge VIP : En coopération avec le Olympia-stadion, le Landessportbund Berlin et le Mercedes-Benz Arena, des célébrités issus du domaine sportif lisent des contes sur la volonté, la patience et l'optimisme dans les coulisses des grands rassemblements sportifs.
- Souvenirs d'enfance : Des personnalités de la vie publique allemande sont invités à raconter leurs expériences qui ont marqué leur enfance.
- Märwertstunde : Des chefs d'entreprises à succès lisent des contes sur le courage, l'innovation et la résistance[8].

### Projets internationaux
- Arche Europa[9] : À l’initiative du Bundesregierung für Kultur und Medien, un bateau voyage sur les eaux de pays européens différents accompagnés de ses classes scolaires des différentes régions concernées. Le voyage est animé de lectures, discussions et visites.

En 2007, le bateau est parti de Passau pour arriver à Budapest en passant par Linz, Melk, Dürnstein, Vienne, Bratislava et Esztergom.
En 2009, le bateau est parti de Berlin pour arriver à Prague en passant par Potsdam, Magdebourg, Dessau, Wittemberg, Meissen, Dresde, Ústí nad Labem, Terezin et Mělník.
- Festival du conte franco-allemand[10] : Avec le parrainage du président du Conseil départemental du Bas-Rhin, Frédéric Biery et des présidents des régions Alsace et Baden-Württemberg, Winfried Kretschmann et Philippe Richert, diverses manifestations[11] en français et en allemand sont organisés dans la région transfrontalière.
- Concours international des écoliers[12] : Concours international des écoliers
- Projet BD Tel Aviv Berlin[13] : Soutenu par la fondation Deutsch-Israelisches Zukunftsforum et la BVG.

### Projets nationaux
- Berliner Märchentage : Depuis plus de 25 ans, les Berliner Märchentage[14] ont lieu chaque année dans plus de 300 lieux de la ville de Berlin. Avec environ 800 manifestations chaque année, il est le plus gros festival de contes au monde.
- La remise de Prix du petit pois d'or : Goldene Erbse
- Berliner Märchenschiff
- Sächsisches Märchenfestival
- Les contes dépassent les frontières